# Candido (album)
Candido è il quarto album in studio della cantante italiana Paola Turci, pubblicato nel 1991 dalla It.

## Il disco
L'album è stato dedicato al filosofo Voltaire e alla sua opera Candido; nel libretto del disco si legge infatti: Citazioni e riferimenti sono tratti da Candido di Voltaire.
Il disco si apre con Dove andranno mai i bambini come noi, singolo di lancio scritto per lei dal compositore Giovanni Ullu, già autore di vari brani per Patty Pravo fra cui Pazza idea. Si susseguono via via Stringimi stringiamoci, pubblicata come singolo nell'estate 1991, Il filo di Arianna, composta da Roberto Roversi e Gaetano Curreri, Dove colpire (Iberica) canzone che tratta l'argomento della guerra e Chernobyl, brano con riferimenti al famoso incidente nucleare e che cita la canzone Nightingales, storico brano dell'Armata Rossa. Si termina con Goodbye Voltaire, canzone solo voce e chitarra e tratta da una poesia dell'omonimo poeta.
Positivo il riscontro di pubblico e critica, tanto che quell'anno la Turci si aggiudica la vittoria al Cantagiro in abbinamento ai Tazenda.
L'artista, qui in veste anche di arrangiatrice, chiude definitivamente con questo disco il contratto con la It per passare alla BMG/RCA.

## Tracce
1. Dove andranno mai i bambini come noi – 4:24
2. Il filo di Arianna – 3:38
3. Dove colpire (iberica) – 4:08
4. Con una chitarra Jane – 4:00
5. Tu stai con me – 3:57
6. Chernobyl – 5:10
7. Stringimi stringiamoci – 4:27
8. Io con lui – 3:12
9. Candido – 4:30
10. Goodbye Voltaire – 1:04